# Pharasmanes I van Iberië
Pharasmanes I  of Parsman I (Georgisch: ფარსმან I) († 58) was heerser van het koninkrijk Iberië. Hij was een zoon van de legendarische koning van Colchis, Kartam en een telg van de Parnavaziërs.

## Context
Pharasmanes was een vazal van het Romeinse Rijk. Na de dood van de kinderloze koning Artaxias III in 35, zette de Parthische koning Artabanus II zijn zoon Arsaces op de Armeense troon. Lang duurde zijn koningschap niet, want hij werd door handlangers vergiftigd. De Romeinen stelden de broer van Pharasmanes, Mithridates, voor als nieuwe koning, die daar op inging.
Later trouwde de zoon van Pharasmanes, Rhadamistus met de dochter van zijn broer, Zenobia. Na verloop van tijd ambieerde Rhadamistus de Armeense troon. De nieuwe Parthische koning Vologases I maakte van de troonstrijd gebruik om zijn jongste halfbroer Tiridates op de troon te zetten, dit leidde tot de Romeins-Parthische Oorlog (54-64). Toen in 51 usurpator Rhadamistus zijn schoonvader Mithridates vermoordde, eisten de Romeinen dat Pharasmanes zou ingrijpen. Rhadamistus werd naar Iberië teruggeroepen en werd, zoals de Romeinen hadden geëist, ter dood gebracht. Kort nadien stierf Pharasmanes .
Tigranes VI werd de nieuwe koning van Armenië en zijn zoon Mihrdat werd koning van Iberië.